# Pseudolimnophila (Pseudolimnophila) noveboracensis
Pseudolimnophila (Pseudolimnophila) noveboracensis is een tweevleugelige uit de familie steltmuggen (Limoniidae). De soort komt voor in het Nearctisch gebied.